# Struga Pogorzelska
Struga Pogorzelska – struga, dopływ Jagodzianki (jako Kanał Południowy).
Płynie na Mazowszu. Jej źródła znajdują się pod wsią Jatne, przepływa przez Dyzin, Glinę, Pogorzel Warszawską. Ginie w wydmach Soplicowa w rejonie ulicy Wojskiego. Odcinek między Soplicowem a Pogorzelą Warszawską, ze względu, na szczególnie cenne walory przyrodnicze, ma być rezerwatem.